# Physaria globosa
Physaria globosa är en korsblommig växtart som först beskrevs av Nicaise Auguste Desvaux, och fick sitt nu gällande namn av O'kane och Al-shehbaz. Physaria globosa ingår i släktet Physaria och familjen korsblommiga växter. Inga underarter finns listade i Catalogue of Life.

## Bildgalleri

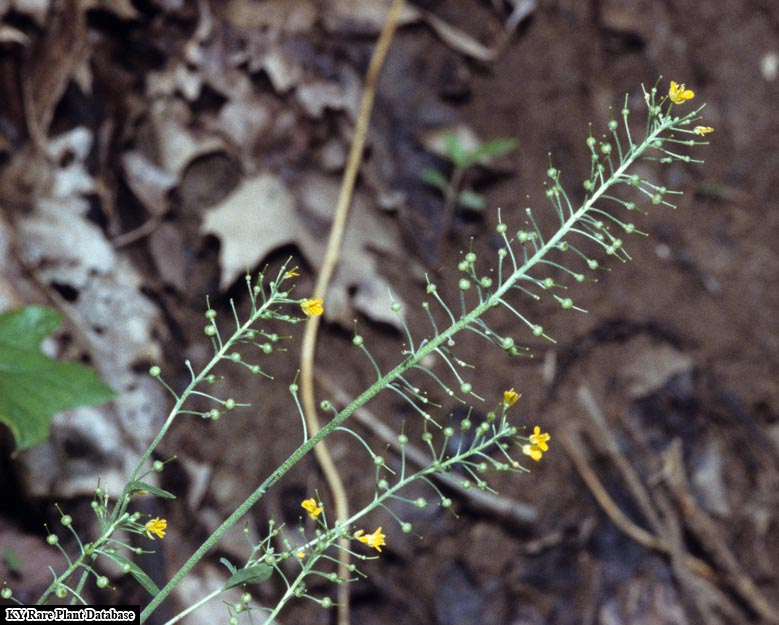
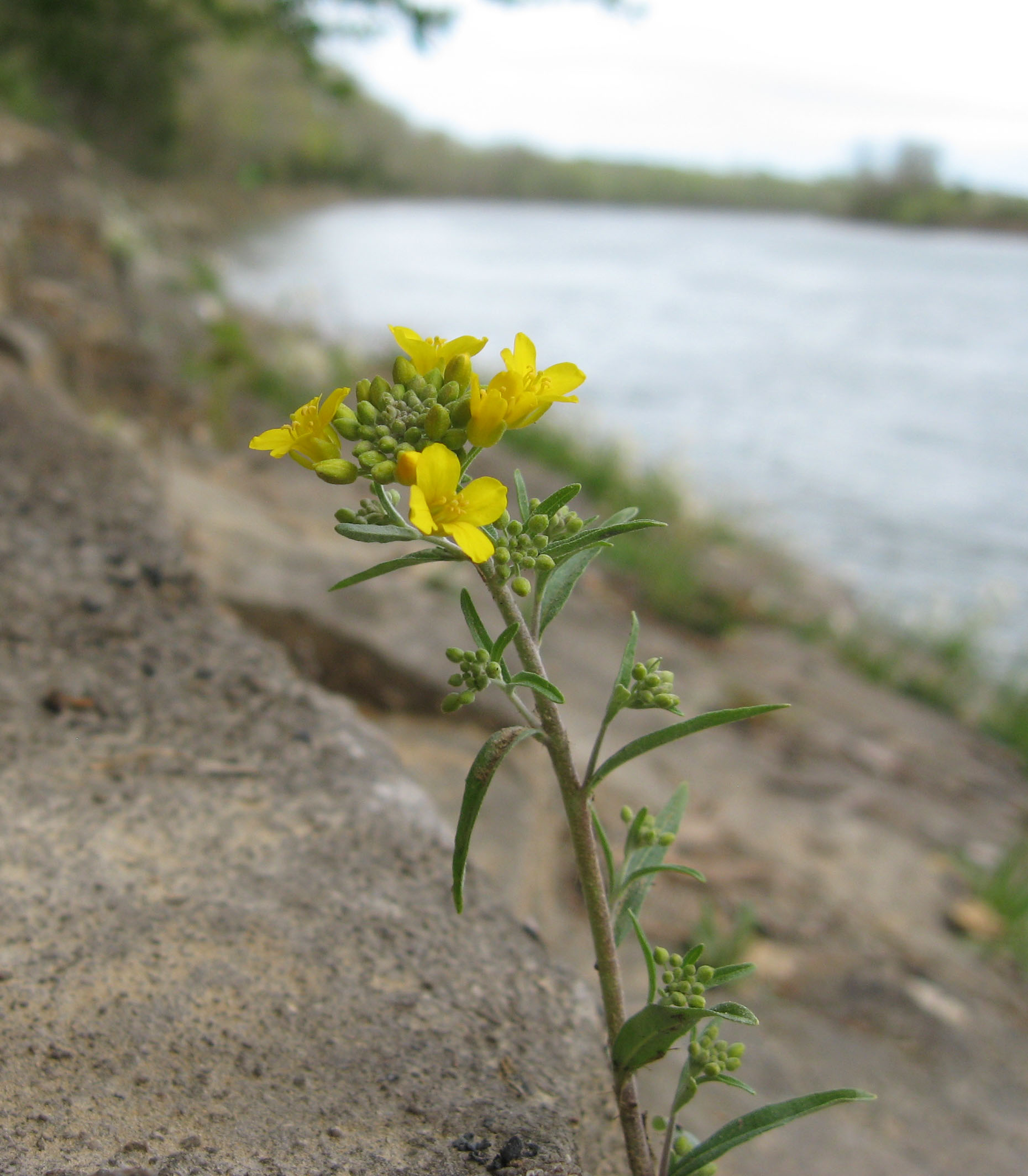